# Farinelli (zarzuela)
Farinelli es una ópera en un prólogo y tres actos con música de Tomás Bretón y libreto de Juan Antonio Cavestany. Basada en la historia del castrato Farinelli, fue compuesta entre 1887 y 1888. Hay una versión de 1901. La obra se estrenó el 14 de mayo de 1902 en el Teatro Lírico de Madrid.
Supone el intento de una ópera española equiparable a las creaciones europeas. Se caracteriza por su nacionalismo dominante, pero también por su wagnerismo, su verismo, su historicismo y su influencia de la ópera francesa.
Destaca esta ópera por su enorme eclecticismo, por la mezcla de las características anteriormente mencionadas, y especialmente por su historicismo, que bebe del clasicismo, y por la utilización de la amalgama. Su propósito era construir un discurso dramático sin interrupción, siguiendo de este modo a Richard Wagner y evitando así las características de la música italiana. La obra se caracteriza por la convivencia de una orquestación y armonía complejas, siguiendo también a Wagner en su cromatismo. Un aspecto destacable es su dominio coral: Farinelli cuenta con 20 escenas de coro.

## Historia
La gran tardanza en su creación se debió al fallecimiento, en 1896, del que iba a ser el libretista inicial: Siguert, con quien Bretón había planificado la temática de la obra. También se debió a los problemas que tuvo que afrontar el compositor, que se olvidó de Farinelli hasta el año 1901. Debido a las críticas precedentes en su labor como libretista, Bretón decidió en esta ocasión encargar el libreto de su obra al dramaturgo y poeta Cavestany, diputado y senador en varias legislaturas, además de gran orador y empleado en la Real Academia Española. La primera versión para canto y piano fue finalizada en el mes de septiembre de 1901 y la partitura de orquesta fue firmada el 3 de noviembre de ese mismo año. Tanto Cavestany como Bretón concebían una obra enmarcada a mediados del siglo XVIII y en un punto medio entre la ópera seria y la ópera buffa. Además, la obra también se concibe para pocos personajes, evitando de este modo los personajes secundarios.
No se sabe con exactitud el motivo que llevó a Bretón a elegir este tema. Se ha llegado a especular que es posible que Ruperto Chapí influyera en la elección de este, buscando evitar temas dramáticos y acercarse a un público con una preferencia a una temática más ligera (a diferencia del público del Teatro Real). No obstante, encontramos numerosos antecedentes de temática similar: Pierre Gaveaux, Peter von Winter, John Barnett, Hermann Zumpe, Eugène Scribe... Este último será quien introduzca esta temática en España, primero con su Vodevil Farinelli, ou la pièce de circonstance y luego con su novela Carlo Broschi, con un posterior acercamiento en Carlo Broschi ou La Part du diable (con música de Daniel-François Auber). Será la novela la que reintroducirá esta temática en España. No obstante, el argumento de la ópera no será fundamentado en una historia real, sino en una historia inventada de amor que sufrió la crítica de la prensa.

La obra plantea el propósito de la fundación de una ópera española, tal y como comentaba Bretón en una carta a Isaac Albéniz:
"Debo notificarte también que hay el propósito entre los compositores españoles —madrileños, mejor dicho— de fundar la ópera española. Chapí ha tomado la iniciativa ahora de una idea que yo propuse antes de que estrenara La Bruja y que entonces le pareció absurda o impracticable […] Todos lo hemos prometido".

### Estreno en el Teatro de la Zarzuela (recuperación)
Los días 15 y 17 de febrero de 2020, el Teatro de la Zarzuela de Madrid recuperó la obra tras 118 años después de su estreno. Esta versión en concierto fue un éxito entre la crítica y el público:
"Porque Farinelli ha supuesto una gratísima sorpresa para todos y el público ha mostrado su satisfacción ante esta obra desconocida prácticamente y que vuelve a la escena madrileña- aunque en distinto teatro- ciento dieciocho años después de su estreno".

## Argumento

### Prólogo
Venta en el camino donde se detiene la comitiva real en su camino entre Madrid y Aranjuez. Allí Carlos, un extranjero solitario, se lamenta por el alejamiento de su amada: Beatriz, quien se ha quedado en Italia. Su padre: Jorge, intenta calmar su tristeza. Es entonces cuando Carlos canta una canción melancólica que sorprende a los allí presentes. Poco después, el Doctor sale y afirma que el Rey se ha curado a causa del canto del desconocido. A cambio, el Rey afirma que será su protector. Tras entrevistarse con el Rey, Carlos recupera su felicidad ya que el Rey ha ordenado que traigan a su lado a Beatriz. Sin embargo, finalmente Jorge se lo prohíbe a su hijo, quien cae desmayado.

### Acto Primero
Dos años después del Prólogo, en una sala del Palacio de Aranjuez unos cortesanos comentan con envidia el poder acumulado por Farinelli. Poco más tarde su aparición causa una adulación hipócrita. Es entonces cuando informa de la llegada de una nueva cantante italiana para las funciones del Buen Retiro, la cual será traída por su amigo Alberto. Esta cantante resulta ser Beatriz, quien se lanza a los Brazos de Farinelli. Sin embargo, sin una causa aparente, este la rechaza, al igual que su padre Jorge.

### Acto Segundo

#### Cuadro primero
En un ensayo de una ópera en el teatro del Palacio de Aranjuez, el director recrimina a un pícaro coro de señoras y Beatriz canta una melancólica aria. Poco después llegue Carlos, quien mantiene su desprecio hacia Beatriz y coquetea con las coristas. Cuando ambos se quedan solos, ella recuerda su amor y él mantiene su rechazo afirmando que solo son recuerdos lejanos, dejándola sola diciendo que tiene que atender al Rey.

#### Cuadro segundo
Farinelli canta en la falúa real mientras se está produciendo una cacería a orillas del río Tajo.

### Acto Tercero

#### Cuadro primero
La boda entre Beatriz y Alberto se va a celebrar en una galería contigua a una iglesia. Entre los invitados se encuentran Carlos, Jorge, el Doctor y algunos cortesanos. Beatriz se niega a casarse y Jorge pide que se adelanten todos para que la dejen descansar. Cuando están solos, Jorge le desvela que es su hija y que esa es la razón del rechazo de Carlos.

#### Cuadro segundo
Finalmente, la boda se celebra mientras Farinelli muestra su desesperación rezando a la Virgen sobre una grandiosa salve final.

## Números musicales
- Prólogo
  - Coro: "Ved allá lejos...".
  - Jorge, Carlos y coro de trajinantes y campesinos: "Me hace daño tu tristeza".
  - El Doctor y coro de trajinantes y campesinos: "¡Ya llegan! ¡Ya llegan!".
  - El Doctor y coro de trajinantes y campesinos: "¡Ah, de la venta! Venga el ventero".
  - Carlos: "Dejo esta estancia lúgubre y sombría".
  - El Doctor, Carlos y coro de trajinantes y campesinos: "¡Victoria! ¡Victoria!".
  - Jorge y coro de trajinantes y campesinos: "¿Pensáis que del dolor por el quebranto…?".
  - Carlos, Jorge y coro de trajinantes y campesinos: "¡Oh, suerte inesperada!".
  - Carlos, el Doctor y coro de trajinantes y campesinos: "La tierra vacila... y el aire me falta...".
- Acto Primero
  - Cortesanos, cortesanas y pretendientes: "Que nos tiene en menor".
  - Farinelli, cortesanos, cortesanas y pretendientes: "(Felices, señores; perdón si he tardado".
  - El Doctor y Farinelli: "¡Farinelli! ¡Farinelli!".
  - Alberto y Farinelli: "Salud, maestro querido".
  - Beatriz, Farinelli y Alberto: "¿No sueño?... ¡Carlos mío!...".
  - Jorge, Beatriz, Farinelli y Alberto: "¡Carlos, querido Carlos!".
- Acto Segundo
  - Cuadro primero:
    - El director de orquesta y el coro de virtuosas: "Callan las aves en la espesura".
    - El Doctor y el coro de virtuosas: "Salud a las artistas del Regio Coliseo".
    - Beatriz, el Doctor, coro de virtuosas y el director de orquesta: "A todos saludo".
    - Farinelli, Beatriz, Alberto, coro de virtuosas, el Doctor, el director de orquesta: "¡Ella! / ¡Mi Carlos!".
    - Beatriz, Farinelli y Alberto: "Tengo que hablarle".

  - Cuadro segundo:
    - Coro de aldeanos, coro de marineros, un oficial de marina y Farinelli: "Es muy hermosa la cacería".
- Acto Tercero
  - Cuadro primero:
    - Señoras y caballeros, el Doctor, Alberto, Farinelli, Jorge, Beatriz: "Mirad la novia qué hermosa viene".
    - Jorge y Beatriz: "¿Qué intentas? ¿Qué me has dicho?".

  - Cuadro segundo:
    - Coro de frailes y fieles, Jorge y Farinelli: "Salve, Madre bendita de los amores".

## Personajes
- Carlos Broschi, Farinelli (preferentemente mezzosoprano, aunque también soprano).
- Beatriz (soprano).
- Alberto (tenor).
- Jorge, padre de Farinelli (barítono).
- El doctor (bajo).
- El director de orquesta (barítono).